# Monacan

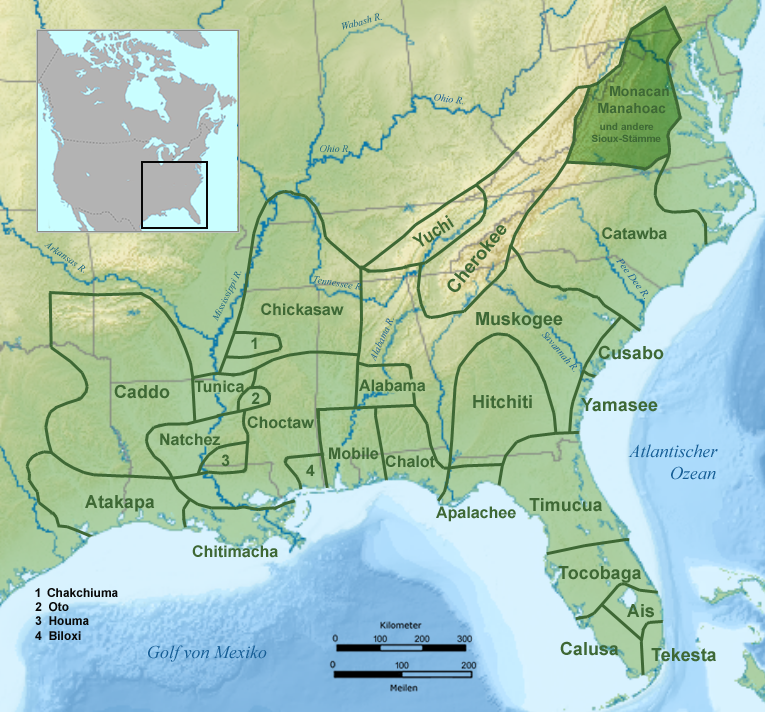
Stammesgebiet der Monacan und Manahoac, sowie weiterer östlicher Siouxstämme im 17. Jahrhundert.

Die Monacan sind ein nordamerikanischer Indianerstamm aus der Sioux-Sprachfamilie. Sie waren sprachlich und kulturell mit den Stämmen der Saponi, Tutelo, Occaneechi, Manahoac, Shakori und anderen östlichen Völkern der Sioux verwandt, deren traditioneller Lebensraum in der Piedmont Region der Appalachen in den heutigen Bundesstaaten Virginia und North Carolina lag. Wissenschaftler vermuten, dass die Sioux einst eine einheitliche große Gruppe bildeten, die sich später trennte und danach nach Osten oder Westen zog. Die Monacan lebten beim Eintreffen der ersten britischen Kolonisten um 1607 oberhalb der Fälle des James Rivers und waren traditionell mit den benachbarten Stämmen der Powhatan-Konföderation verfeindet. Im Jahr 1989 erhielt der Stamm vom Staat Virginia die offizielle Anerkennung (state recognition) als Monacan Indian Tribe of Virginia.

## Wohngebiet und Kultur
Als die ersten britischen Kolonisten im Jahr 1607 in Jamestown ankamen, trafen sie an der amerikanischen Ostküste zunächst auf Algonkin sprechende Indianer aus der Powhatan-Konföderation. Weiter westlich in der Piedmont-Region lebten die Sioux-sprechenden Stämme der Monacan und Manahoac. Sie waren in einer Koalition verbunden und ihr Stammesgebiet erstreckte sich vom Tal des Roanoke Rivers im Süden bis zum Potomac River im Norden und von der Fall Line der Berge beim heutigen Richmond und Fredericksburg im Osten bis zu den Blue Ridge Mountains im Westen.
Die Monacan und ihre Nachbarn betrieben Gartenanbau und pflanzten vorwiegend Mais, Bohnen und Kürbis, die sogenannten drei Schwestern (three sisters). Darüber hinaus gab es Sonnenblumen, Obstbäume, wilde Trauben und Nussbäume. Sie wohnten in von Palisaden umgebenen Dörfern und ihre Hütten hatten kuppelförmige Dächer, die mit Baumrinden und Matten aus Schilf bedeckt waren. Sie verließen alljährlich ihre Dörfer, um in Jagdlager zu ziehen, um Hirsche, Elche und kleineres Wild zu jagen. Sie trieben Handel mit den Powhatan-Stämmen im Osten und Irokesen im Norden. Sie schürften nach Kupfer, das sie in Halsketten verarbeiteten und die bei den Powhatan heiß begehrt waren. Die Monacan begruben ihre Toten traditionell in Hügelgräbern, sogenannten Mounds, eine Sitte, die sie von den benachbarten Stämmen unterschied. Im Bereich der Piedmont- und Bergregion wurden dreizehn Mounds entdeckt und teilweise ausgegraben. Sie liefern wichtige Informationen über die Kultur und das Leben der frühen Amerikaner, die in dieser Region schon vor mehr als 10.000 Jahren gesiedelt haben.

## Geschichte
Kurz vor der Ankunft der Kolonisten in Virginia im Jahr 1607 grassierte bei den Indianern in der Region eine verheerende Epidemie, die vermutlich von den spanischen Entdeckern im 16. Jahrhundert eingeschleppt worden war. Gegen derartige Krankheiten, wie Pocken und Grippe, hatten die Indianer keine Abwehrkräfte und führten sogar zum Aussterben eines Dorfes oder der gesamten Bevölkerung eines Stammes. In diese schwierige Situation fiel die Ankunft der ersten britischen Kolonisten. Anders als die Powhatan, die den Ankömmlingen freundlich begegneten, vermieden die Monacan möglichst jeden Kontakt mit den Engländern. Mehrere Entdecker besuchten ihre Dörfer und beschrieben ihre Lebensweise, doch niemand blieb lange genug, um ihre Sprache zu erlernen. Deshalb gibt es nur sehr spärliche Aufzeichnungen über ihre Lebensweise und Kultur im Gegensatz zu den Powhatan.
Zwischen 1607 und 1720 gab es eine Serie von Begegnungen mit weißen Besuchern, von denen Berichte überliefert sind. Im September 1608 wurde Christopher Newport mit 120 Männern ausgesandt, um die Monacan unterhalb der Fälle am James River aufzusuchen. Sie fanden mehrere Monacan-Städte und stellten fest, dass Rassaweck am James River die Hauptstadt war. Von Newport stammt eine Karte des besuchten Gebiets, auf der die einzelnen Städte der Monacan eingezeichnet sind.
Nach dieser Zeit zogen die Monacan allmählich immer weiter westwärts, fort von den ankommenden Siedlern. Einige der Stammesangehörigen blieben ab 1714 eine Zeitlang im Schutz von Fort Christanna im Brunswick County. Diese Monacan zogen um 1740 nach Shamokin in Pennsylvania und schließlich nach Kanada, wo sie von den Cayuga aus der Irokesenliga in der Six Nations Reserve of the Grand River im heutigen Ontario aufgenommen wurden. Ein Teil der Monacan jedoch blieb in der Heimat in den Bergen von Virginia bei Bear Mountain im Amherst County. Andere Mitglieder verwandter Stämme, wie die Saponi, Occaneechi, Tutelo und einige verbliebene Tuscarora vereinigten sich mit ihnen und entschieden ebenfalls, in Virginia zu bleiben. Um 1868 erbaute die christliche Gemeinde ein Blockhaus, das als Kirche genutzt wurde. 1908 ließ Bischof P. Gray jr. die Saint Paul's Mission und die Bear Mountain Indian Mission School errichten.
Im frühen 20. Jahrhundert kämpften die Monacan, wie auch die übrigen Virginia-Indianer, um den Erhalt ihrer Identität und Kultur. Das Rassen-Integritäts-Gesetz von 1924 (Racial Integrity Act of 1924) und die darauf folgende Gesetzgebung verbot Mischehen in Virginia und forderte eine freiwillige bescheinigte Identifikation der Rasse bei Geburten und Eheschließungen. Weiß wurde als ohne Spur afrikanischer Vorfahren definiert, während alle übrigen Menschen als farbig bezeichnet wurden. Um die Elite Virginias einzuordnen, die Pocahontas und John Rolfe als Vorfahren angab, erlaubte das Gesetz eine Ausnahme: Wer ein sechzehntel oder weniger an Blut von amerikanischen Indianern und auch kein nicht-kaukasisches Blut anderer Herkunft hat, gilt als weiße Person.
Am 14. Februar 1989 wurden die Monacan als Monacan Indian Tribe of Virginia vom Commonwealth of Virginia staatlich anerkannt. 1995 gab die Episkopal-Diözese das Land mit der alten Mission an den Stamm zurück. Die Anlage dient heute als Museum und Kultur-Zentrum des Stammes. Nach Renovierung des originalen Blockhauses wurde dieses in das National Register of Historic Places aufgenommen.